# Nastassia Ziaziulkina
Nastassia Alaksiejeuna Ziaziulkina (biał. Настасся Аляксееўна Зязюлькіна, ros. Анастасия Алексеевна Зезюлькина, Anastasija Aleksiejewna Zieziulkina; ur. 6 października 1995 w Mińsku) – białoruska szachistka, arcymistrzyni od 2012, posiadaczka męskiego tytułu mistrza międzynarodowego od 2014.

## Kariera szachowa
Wielokrotnie reprezentowała narodowe barwy na mistrzostwach świata i Europy juniorek w różnych kategoriach wiekowych, zdobywając sześć medali: 
- trzy złote (Pórto Cárras 2010 i Caldas Novas 2011 – oba MŚ do 16 lat, Budva 2013 – ME do 18 lat),
- dwa srebrne (Ateny 2012 – MŚ do 20 lat, Al-Ajn 2013 – MŚ do 18 lat),
- brązowy (Ürgüp 2004 – ME do 10 lat).

W 2010 r. zdobyła pierwszy w karierze tytuł mistrzyni Białorusi kobiet, w tym samym roku zdobyła złoty medal mistrzostw kraju juniorek do 20 lat. Była również uczestniczką olimpiady juniorów (do lat 16) w Burdurze, na której wystąpiła w zespole męskim i zdobyła brązowy medal za indywidualny wynik na III szachownicy. W 2012 r. po raz drugi zdobyła złoty medal indywidualnych mistrzostw Białorusi kobiet, zajęła również II m. (za Nino Baciaszwili) w kobiecym turnieju festiwalu Moscow Open w Moskwie.
Wielokrotna reprezentantka Białorusi na szachowych olimpiadach (2010, 2012) oraz drużynowych mistrzostwach Europy (2013).
Najwyższy ranking w dotychczasowej karierze osiągnęła 1 marca 2014 r., z wynikiem 2407 punktów zajmowała wówczas 62. miejsce na światowej liście FIDE, jednocześnie zajmując 1. miejsce wśród białoruskich szachistek.